# PATA (muzyk)
Tomoaki Ishizuka (jap. 石塚智昭 Ishizuka Tomoaki; urodzony 4 listopada 1965 w Chibie), znany bardziej jako PATA – muzyk i autor piosenek. Gra w popularnym japońskim zespole X JAPAN jako gitara rytmiczna i prowadząca. Pata wziął swój pseudonim od nazwy mangi Patalliro!. Wybrał to imię, ponieważ uważa, że przypomina jednego z bohaterów. Jest jednym z bardzo cichych typów w zespole i z reguły nie pokazuje emocji nawet, gdy jest czymś zainteresowany. Przyłączył się do X JAPAN pod koniec 1980 roku i grał w tym zespole aż do zakończenia działalności w 1997.
Po rozpadzie zespołu wydał dwa albumy solowe i założył grupę Dope HEADz razem z basistą X JAPAN, Heathem, oraz perkusistą i programistą zespołu Spread Beaver, I.N.A. w 2001 roku. Wstrzymali działalność po wydaniu dwóch albumów. Wtedy też Pata dołączył do Ra:IN (Rock and Inspiration). Obecnie bierze udział w reaktywacji X JAPAN.

## Filmografia
- "We Are X" (2016, film dokumentalny, reżyseria: Stephen Kijak)[1]